# Rosa Häcki-Feierabend
Rosa Häcki-Feierabend (* 5. Januar 1922 in Engelberg; † 14. Oktober 1996 ebenda; heimatberechtigt ebenda) war eine Schweizer Alpinistin, Politikerin und erste Obwaldner Kantonsrätin.

## Leben
Rosa Häcki-Feierabend war das fünfte von acht Kindern des Oswald Feierabend und der Berta Feierabend, geborene Christen. Ihr Vater war ein Landwirt und amtierte als Gemeinde- und Kantonsrat. Er regte ihr Interesse für politische Fragen an und ermöglichte ihr den Besuch des Mädchengymnasiums St. Klara in Stans.
Nach seinem Tod im Jahr 1940 reichte das Geld für die Finanzierung eines Studiums nicht aus. Rosa Feierabend absolvierte auf der Gemeindeverwaltung Engelberg eine Lehre als Sekretärin. Sie wurde später Kanzlistin.
Am Arbeitsplatz lernte sie den Gemeindeschreiber Friedrich Häcki kennen. Das Paar heiratete 1943. Im Jahr 1945 kam ihr einziges Kind zur Welt. Der Tod ihres Mannes 1961 zwang Häcki-Feierabend, die Arbeit in der Gemeindekanzlei wiederaufzunehmen, um den Unterhalt der Familie zu sichern. Sie führte dort die AHV-Zweigstelle.
Häcki-Feierabend war eine passionierte Skifahrerin und Berggängerin. Dies war in jener Zeit für eine Frau nicht selbstverständlich. Mit der deutschen Baronin Felicitas von Reznicek und anderen Alpinistinnen gründete sie 1968 auf dem Titlis die internationale Vereinigung bergsteigender Frauen Rendez-vous Hautes Montagnes. Diese führte Kletter- und Wanderwochen für Frauen aus aller Welt durch.
Während einer dreiwöchigen Himalaya-Expedition 1973 wurde Häcki-Feierabend ohne ihr Wissen und eigenes Zutun als Sprengkandidatin für den Kantonsrat des Kantons Obwalden aufgestellt. Sie wurde als erste Frau in den Kantonsrat gewählt. Diesem gehörte sie von 1974 bis 1986 an. Anfänglich parteilos, später in der Liberalen Partei (Freisinnig-Demokratische Partei, FDP), engagierte sie sich vor allem für die Anliegen der Talschaft Engelberg und nahm in der Steuerrekurs- sowie in der Stipendienkommission Einsitz.
Auch mit ihrem Engagement für die Sonnenenergie war Häcki-Feierabend eine Vorreiterin. Sie betrieb auf ihrer Alp Bödmen in Engelberg die Materialtransportbahn und die Melkanlage mit Solarstrom.